# Orlovista
Orlo Vista és una concentració de població designada pel cens dels Estats Units a l'estat de Florida. Segons el cens del 2000 tenia 6.047 habitants.

## Demografia
Segons el cens del 2000, Orlo Vista tenia 6.047 habitants, 2.077 habitatges, i 1.362 famílies. La densitat de població era de 1.209,7 habitants/km².
Dels 2.077 habitatges en un 34,8% hi vivien nens de menys de 18 anys, en un 41% hi vivien parelles casades, en un 17,4% dones solteres, i en un 34,4% no eren unitats familiars. En el 24,9% dels habitatges hi vivien persones soles el 5% de les quals corresponia a persones de 65 anys o més que vivien soles. El nombre mitjà de persones vivint en cada habitatge era de 2,81 i el nombre mitjà de persones que vivien en cada família era de 3,38.
Per edats la població es repartia de la següent manera: un 27,7% tenia menys de 18 anys, un 11,1% entre 18 i 24, un 31,6% entre 25 i 44, un 19,4% de 45 a 60 i un 10,2% 65 anys o més.
L'edat mediana era de 32 anys. Per cada 100 dones de 18 o més anys hi havia 96 homes.
La renda mediana per habitatge era de 34.795 $ i la renda mediana per família de 39.896 $. Els homes tenien una renda mediana de 26.524 $ mentre que les dones 20.512 $. La renda per capita de la població era de 14.584 $. Entorn del 12% de les famílies i el 16,8% de la població estaven per davall del llindar de pobresa.

## Poblacions més properes
El següent diagrama mostra les poblacions més properes.